# Sistema de imágenes
El término sistema de imágenes, introducido originalmente por teóricos del cine, hace referencia al uso de imágenes y composiciones recurrentes en una película para añadir significado a una narración cinematográfica. Se basa en la comprensión de una obra a través del análisis de sus imágenes, la edición de patrones y la composición de planos. Es importante no confundir el sistema de imágenes de una película con su estrategia visual ya que la segunda explica el uso de lentes e iluminación (entre otros) que ayudarán al espectador a entender su sistema de imágenes, pero que no lo constituyen. Otras herramientas que hacen posible el funcionamiento de los sistemas de imágenes son la dirección artística, edición, planificación de la composición de planos, etc. 
La mayoría de películas poseen un sistema de imágenes funcional debido a la naturaleza visual del cine. Consecuentemente, puede que algunos espectadores se percaten del sistema de imágenes usado en una obra cinematográfica y que otros no. Los que se hayan dado cuenta tendrán un mayor entendimiento de la película que los que se limiten a observar su narrativa principal.
Existen directores cuyas películas poseen sistemas de imágenes muy evidentes y difíciles de ignorar, cargando sus imágenes de simbolismos e iconicidades.

### Ejemplos de técnicas para la creación de sistemas de imágenes
La repetición de imágenes y composiciones es una potente herramienta para introducir imaginería a una trama o mostrar la evolución de un personaje  así como crear asociaciones entre personajes o lugares que no estén explícitos en la historia.
Otra técnica consiste en la composición estratégica de los planos. Por ejemplo, si observamos que cada vez que aparecen dos personajes en un mismo plano la distancia que existe entre ellos se reduce gradualmente puede significar que su relación es cada vez más profunda y estrecha.